# L'arte di essere felici
L'arte di essere felici esposta in 50 massime o Eudemonologia o Eudemonica è un'opera incompiuta di Arthur Schopenhauer, pubblicata postuma nel 1997.

## Storia editoriale

### Origine
Schopenhauer sviluppò presto l'idea che la filosofia non è soltanto un sapere teorico, ma può essere anche un insegnamento di vita e una saggezza pratica. Le difficoltà e le traversie incontrate da Schopenhauer nella prima parte della sua vita e l'orientamento pessimistico della sua filosofia, lo spinsero a porsi il problema della saggezza di vita e a raccogliere, a partire dal 1822, osservazioni e massime dalle sue numerose letture di autori classici. L'impulso alla stesura di una eudemonologia gli venne dalla scoperta, nel 1825, dell'Oracolo manuale e arte della prudenza di Baltasar Gracián. Schopenhauer apprezzò molto quest'opera, tradusse in tedesco le prime cinquanta massime e tentò di pubblicarle, ma senza successo. Ispirandosi all'opera di Gracián, Schopenhauer stese un abbozzo di eudemonologia in varie riprese tra il 1826 e il 1829. L'opera, tuttavia, non fu mai completata.

### Pubblicazione
Gli abbozzi che formano l'opera sono dispersi in varie parti dei manoscritti inediti di Schopenhauer: due frammenti, risalenti al 1822-23, si trovano nel Taccuino; le prime trenta massime furono stese nell'ottobre 1826 e si trovano nell'In-folio, parte seconda; una nuova versione dell'introduzione (inizio 1828) si trova anch'essa nell'In-folio, parte seconda; le restanti venti massime furono composte nel 1828-29 e si trovano negli Adversaria. Tutto questo materiale non fu pubblicato, ma fu in parte trasposto negli Aforismi sulla saggezza di vita.
Il testo dell'opera è stato ricostruito da Franco Volpi, recuperandolo dai diversi manoscritti che ne contengono le parti e integrando gli abbozzi secondo le indicazioni dell'autore, ed è stato pubblicato per la prima volta (in traduzione italiana) nel 1997 dall'editore Adelphi.

## Struttura
L'opera contiene un'introduzione seguita da 50 massime; in appendice si trova la seconda versione dell'introduzione. Le massime sono numerate seguendo l'ordine indicato dall'autore; variano in lunghezza da una singola frase ad alcune pagine e per la maggior parte sono prive di titolo.

## Contenuti
Per Schopenhauer le differenze nella "sorte dei mortali" dipendono da tre fattori: 1) "ciò che uno è", ovvero le caratteristiche personali e il temperamento; 2) "ciò che uno ha", ovvero i beni posseduti; 3) "ciò che uno rappresenta", ovvero l'opinione che gli altri hanno di lui. Per la felicità il primo fattore è di gran lunga il più importante, ma esso per ciascuno di noi è dato dalla natura ed è sostanzialmente immodificabile. Dunque è importante raggiungere una adeguata conoscenza di se stessi (il "carattere acquisito"), che può venire soltanto dall'esperienza, e che può aiutarci a ricercare l'educazione che ci è più adatta, a porci nelle situazioni e svolgere le attività che ci sono più congeniali.
Secondo Schopenhauer una vera felicità è irraggiungibile, perché le gioie e i piaceri sono sempre illusori ed effimeri, mentre il dolore è reale e presente, e la vita umana oscilla tra sofferenza e noia. Chi cerca attivamente la felicità andrà inevitabilmente incontro a delusioni e frustrazioni. Bisogna invece moderare le proprie pretese, rinunciare ai piaceri per evitare i dolori, e tutto ciò a cui si può aspirare è uno stato poco doloroso. Le massime esplorano diversi aspetti della vita umana e danno indicazioni di comportamento alla luce di questa visione.

## Edizioni
- L'arte di essere felici esposta in 50 massime, a cura di Franco Volpi, traduzione di Giovanni Gurisatti, Milano, Adelphi, 1997, ISBN 978-88-459-1295-5
- Die Kunst, glücklich zu sein: dargestellt in fünfzig Lebensregeln, Hrsg. von Franco Volpi, München, Beck, 1999, ISBN 978-3-406-44673-3